# Modulació per longitud d'ona
La modulació per longitud d'ona és un sistema de modulació, utilitzat en algunes aplicacions d'espectroscòpia d'absorció amb làser, tan atòmica com molecular per a mesurar l'amplitud dels pics de l'espectre de l'ona que se superposen a la interferència i la inestabilitat de la radiació de fons (cresta a cresta o vall a vall), de forma semblant a com es fa en l'espectroscòpia per modulació de freqüència. La modulació per longitud d'ona utilitza un sistema modulador que varia la longitud d'ona observada de forma periòdica. Pot consistir per exemple, en un voltatge oscil·lant aplicat a un díode làser sintonitzable, a una font de llum o a una placa refractora oscil·lant instal·lada en el camí de la llum a l'interior d'una ranura d'entrada d'un monocromador.
Quan l'interval de modulació coincideix amb un pic espectral, es genera un component de CA del foto-senyal proporcional al pic d'intensitat. L'espectre de fons, d'altra banda, normalment canvia poc sobre l'interval de modulació i, per tant produeix molt poc component de CA. Normalment s'utilitza un amplificador Lock-in per poder mesurar l'amplitud del component de CA del foto-senyal. El senyal de referència per l'amplificador Lock-in es deriva de l'oscil·lador que fa servir el modulador de longitud d'ona. En sistemes basats en ordinadors moderns les funcions de l'amplificador Lock-in poden ser substituïdes pel programari executat dins d'un DSP.